# Leptogaster lineatus
Leptogaster lineatus là một loài ruồi trong họ Asilidae. Leptogaster lineatus được Scarbrough miêu tả năm 1996. Loài này phân bố ở vùng Tân nhiệt đới.